# Juan Manuel Díaz Martínez
Juan Manuel Díaz Martínez (Montevideo, 28 ottobre 1987) è un ex calciatore uruguaiano, di ruolo difensore.

## Palmarès

### Club

#### Competizioni nazionali
- Campionato uruguaiano: 1

Nacional: 2014-2015
- Primera B Nacional: 1

River Plate: 2011-2012